# Bernard Martelet
 (mai 2021).
Si vous disposez d'ouvrages ou d'articles de référence ou si vous connaissez des sites web de qualité traitant du thème abordé ici, merci de compléter l'article en donnant les références utiles à sa vérifiabilité et en les liant à la section « Notes et références ».
Bernard Martelet est un artiste contemporain français, peintre et graveur, né le 25 mai 1951 à Dole (Jura) et mort le 14 avril 2021 à Sens (Yonne).
Il vit et travaille à Paris de 1974 à 2009, puis s'installe en Bourgogne en 2010.

## Biographie

### Jeunesse et formation
Dès l'âge de sept ans, Bernard Martelet acquiert les bases classiques du dessin et copie les Vieux Maîtres à l’École municipale des Beaux-Arts de Dole, où il est né.
Après avoir obtenu un CAP de mécanique générale et travaillé à l’usine un temps, il intègre l’École des Beaux-Arts de Dijon où il étudie la gravure dans l’atelier de Claude Hertenberger, avec qui il ne cesse d’échanger jusqu’à sa mort, en 2002. Diplômé en 1972, il y devient professeur. Un temps routier, et il décide d'aller s'installer à Paris.
Aux Beaux-Arts de Paris, Bernard Martelet intègre l’atelier de Marcel Gili pour étudier le nu et fréquente assidûment le musée du Louvre et plus particulièrement les collections du Cabinet des dessins. « Bernard Martelet est sans cesse à la poursuite d’une structure établie sur les déviations de l’absolu, sur l’asymétrie qui engendrent le mouvement et livrent, peut-être, la clef de l’être profond. »[réf. nécessaire]
Diplômé en 1976, il part étudier les fresques en Italie.

### Carrière
Typographe à Montrouge, Bernard Martelet est contraint de quitter l’imprimerie spécialisée en ouvrages d’art, et sous l’impulsion de Serge Lemoine, il s’oriente dans la réalisation de fresques pour des commandes publiques.
La même année, il reçoit le prix de dessin David-Weil, puis en 1977 la Bourse d’encouragement de l’État, soutien à la création artistique du musée d'Art moderne de Paris. Une sélection de ses dessins est présentée à la Galerie Philippe Frégnac à Paris.
Après un séjour de deux ans en Espagne en qualité de pensionnaire à la Casa de Velázquez (lauréat de la 52e promotion, 1981-1983), Bernard Martelet est de retour à Paris où il reçoit le prix Georges-Wildenstein décerné par l'Institut de France.
En 1984 est organisée une exposition personnelle de ses dessins, pastels et gravures à la Galerie de Mira Jacob, Bateau- Lavoir, rue de Seine à Paris. Le musée Carnavalet lui confie la décoration de l’exposition « Lutèce-Paris : de César à Clovis » (du 3 mai 1984 au printemps 1985).
Au début des années 1990, Bernard Martelet enseigne la peinture à l’École des Beaux-Arts de Rennes.
À l’occasion du Salon de la Jeune Peinture qui se tient au Grand Palais, où l’artiste et le critique se répondent, Marc Le Bot lui dédie un texte.
Dès lors, il enchaîne les expositions et les salons, notamment au Forum d'Hambourg en 1988 ou au Salon de Montrouge, à trois reprises.
Son œuvre peint ou gravé est présenté par plusieurs galeries, et en permanence à la Galerie Jacqueline Felman, à Paris. Il est également montré dans divers lieux publics et au sein de collectivités. Ses œuvres figurent dans des collections publiques et privées.
Graveur taille-doucier et dessinateur, un temps pastelliste, Bernard Martelet se consacre depuis 2010 à la peinture, exclusivement à l’huile, et à la réalisation de monotypes.

## Prix et distinctions
- 1976 : prix David Weil, Institut de France
- 1977 : bourse d’encouragement de l’État à la création artistique, Musée d'Art moderne de Paris
- 1981 : prix de la Casa de Velázquez à Madrid
- 1983 : prix Georges Wildenstein, Institut de France
- 1995 et 2004 : prix de l’Académie nationale des Arts de la rue, ville de Lyon

## Réception de son œuvre
« Bernard Martelet est un de ces peintres qui vivent et donnent à vivre, dans leur peinture, une tension vive entre deux extrêmes. Il se rattache, par- là, à une nombreuse et très ancienne famille d’esprits, aussi ancienne sans doute que la peinture elle-même. Les termes qui s’opposent dans sa peinture et lui donnent vie, consistent en les effets doubles et contraires que certains peintres savent tirer de la couleur. […] elle est soumise à la gestuelle du peintre, à ses excès, ses débordements.
[…] Bernard Martelet crée de vifs contrastes de matière; le geste violent et le geste retenu, si bien que le lisible se mêle à l’illisible dans sa peinture ; les limites ou le cadre de son « sujet » et l’illimité du dehors, si bien que l’espace de ses images se brise.
La tension entre termes, c’est la vie de l’image à l’intérieur de notre vue. La présence ensemble des contraires, ici dans la peinture et dans la vie, c’est la vie même. »

— Marc Le Bot.

## Expositions

### Expositions personnelles
- 1980 : dessins, Galerie Philippe Frégnac, Paris
- 1984 : dessins, pastels et gravures, Galerie de Mira Jacob, Bateau-Lavoir, Paris
- 1985 : Maison de la culture, Rennes
- 1986 : pastels, Galerie Jacqueline Felman, Paris
- 1988 : Foire Internationale de Hambourg, Forum : One man show, Galerie Jacqueline Felman, Paris
- 2006 : huiles sur toile et autres papiers couchés, Espace d’exposition PHD, Paris
- 2007 : « Avant le dernier âge », suite d’autoportraits, Espace d’exposition PHD, Paris
- 2010 : « Les Vanités », à l’Atelier, Vitry-sur-Seine et Sens
- 2013 : « Au-delà coule la rivière… », peintures et monotypes, Musée de Sens

### Expositions de groupe
- 1980 : « Dessins d’aujourd’hui », Galerie Philippe Frégnac, Paris
- 1980 : ART’80, Ecole supérieure de commerce de Paris
- 1981 : Salon de Montrouge
- 1981 : ART’81, Ecole supérieure de commerce de Paris
- 1982 : Musée d’art contemporain de Madrid
- 1982 : Musée d’art moderne d’Albacete, Espagne
- 1982 : Bibliothèque municipale de Bordeaux, échange franco- espagnol
- 1983 : Casa de Ahorros, Ségovie, Espagne
- 1983 : Casa de Velázquez, Madrid, Espagne
- 1983 : Institut de France, Paris
- 1984 : 7 Graveurs de la Casa de Velázquez, Galerie Michèle Broutta, Paris
- 1984 : « Pointe et Burin », Galerie 6, Dijon et Galerie Bréheret, Paris
- 1984 : Salon de Montrouge
- 1986 : Génie de la Bastille, Paris
- 1986 : Galerie Jacqueline Felman, Paris
- 1986 : « La Serre », Ecole des Beaux-arts de Saint-Étienne
- 1986 : Salon de Montrouge
- 1986 : Galerie Epona, Mont- Saint- Vincent
- 1987 : Carte blanche aux critiques d’art, avec Aki Kuroda et sur invitation de Jean-Marie Baron, Espace Lamartine, Paris
- 1987 : Faits et gestes de la création, Portes ouvertes du XIIIe arr. de Paris
- 1987 : Galerie Jacqueline Felman, Paris
- 1989 : Génie de la Bastille, Paris
- 1989 : « Le XIIIe art : Portes ouvertes à la création », Paris
- 1990 : Salon de la jeune peinture : l’art et la critique au Grand Palais, Paris
- 1990 : « Le XIIIe art : Portes ouvertes à la création », Paris
- 1992 :
  - « Dom Juan : du mythe à la réalité », Exposition Universelle, Séville, Espagne
  - « De Bonnard à Baselitz : Dix Ans d'enrichissements du cabinet des estampes 1978-1988 », Bibliothèque nationale[8].
- 1996 : Le XIIIe art : Portes ouvertes à la création, Paris
- 2003 : « Le Fil de la Vouge », Gilly-les-Citeaux, Bourgogne
- 2014 : « Le corps », Patchwork Mixture, espace éphémère à Sens
- 2017 : « 60 ans de gravure en France », Exposition Pointe & Burin, Fondation Taylor, Paris
- 2018 : « Les Sénons Off », Orangerie des Musée de Sens

## Collections publiques et conservation

### Institutions
- Musée national centre d'art Reina Sofía, Madrid
- Département des estampes et de la photographie de la Bibliothèque nationale de France, Paris
- Et nombreuses collections privées, en France et à l’étranger

### Commandes publiques au titre du 1%
- 1975 : Le bonheur des fenêtres, fresque à l’Ecole municipale de Charmoy (Yonne)
- 1975 : Un jour nouveau, fresque au Groupe scolaire Victor Hugo, à Avallon (Yonne)
- 1975 : Jeux d’enfants, fresque à l’Ecole maternelle des Hauts- d’Auxerre (Yonne)
- 1976 : Matinée de printemps, fresque à l’Ecole des Echaliers, à Beaune (Côte d’or)
- 1976 : Mère étreignant son enfant, sculpture polychrome à Avallon (Yonne)
- 1981 : Passerelle, fresque au Collège de Mont- sous- Vaudrey (Jura)
- 1986 : Fresque, Ecole des Longchamps, à Rennes

#### Catalogues
- XXVIe Salon de Montrouge, 1981.
- Exposition 1982, La Casa de Velázquez, éditions du Ministère de la culture, 1982.
- Grabadores Franceses, catalogue de l’exposition au Musée national centre d'art Reina Sofía, éditions du Ministère de la culture, 1982.
- Exposition 1983, La Casa de Velázquez, éditions du Ministère de la culture, 1983.
- 7 graveurs de la Casa de Velázquez, Galerie Michèle Broutta, éditions du Ministère de la culture, 1983.
- XXIXe Salon de Montrouge, 1984.
- Architectes, peintres, sculpteurs, graveurs de la Casa de Velázquez, cahier de La Serre no 13, éditions de l’Ecole des Beaux-Arts de Saint-Étienne, 1986.
- XXXIe Salon de Montrouge, 1986.
- Catalogue Forum, Hambourg, 1988.
- La jeune peinture, éditions du Grand Palais, 1990.
- Dom Juan, Séville - du mythe à la réalité, éditions CUM- ACROPOLIS, 1992.
- Au-delà coule la rivière, peintures et monotypes, éditions des Musée de Sens, 2013.
- 60 ans de gravure, éditions Pointe & Burin, 2017.
- Les Sénons Off, porte-folio, éditions des Musée de Sens, 2018.

#### Publications (ouvrages et périodiques)
- Serge Lemoine, L’art contemporain en Bourgogne dans les établissements d’enseignement. 24 diapositives commentées, CRDP, Dijon, 1979.
- « L’œil », La vie des arts, 1982.
- (es) « Grabadores franceses y espanoles en Madrid », El país, 22 mars 1982.
- (es) « Los Plasticos », El adelantado de Segovia, 18 novembre 1982.
- « La Casa Vélasquez », Journal de l'amateur d’art, octobre 1982, p. 22.
- Hojas de Marear Vientos, Galeria de arte Orfilas, 1982.
- « Bernard Martelet », Magazine Hebdo, 22 juin 1984, p. 80.
- Nouvelles de l'estampe, no 76/77, 1984.
- « Bernard Martelet à la Galerie Felman », Revue Universelle, avril 1986.
- « Paris Plus », Gault et Millau Magazine no 223, novembre 1987, p. V.
- Magazine l’Artôt no 0, éditions du Centre Georges Pompidou, mai 1987.
- « Paris en parle », Vogue, août 1987.
- Gérard Xuriguera, Le dessin, le pastel, l’aquarelle dans l’art contemporain, éditions Mayer, 1987, p. 153.
- Encyclopédie de A à Z, volume 16, France-Beaux-arts, éditions Atlas, 1987-1989, p. 348.
- Daniel Lacomme, L’atelier vivant, éditions Bordas, 1994-1995, p. 56-107.
- « Liberté de la technique mixte, Bernard Martelet », Artistes no 71, février-mars 1998, p. 2-3.
- « Bernard Martelet, Au-delà coule la rivière… », brève, DSDEN, Académie de Dijon, 5 avril 2013.
- « Au-delà coule la rivière, Bernard Martelet », L’Indépendant de l’Yonne, 16 avril 2013, p. 8.
- « Faire entendre le bruit de l’eau », Yonne Mag, 27 avril 2013, p. X.
- « Bernard Martelet en guide », L'Yonne républicaine, 14 mai 2013, p. 8.
- « Bernard Martelet, la vie en peinture », L'Yonne républicaine, 12 avril 2014, p. 12.
- « 13 artistes sénonais mis en lumière », La Liberté de l’Yonne, no 26, juin 2018.
- « Sénons Off: une forme d’hommage à Bernard Ethuin-Coffinet », L'Yonne républicaine, 18 juin 2018.
- « Les musées se visitent le soir », L'Yonne républicaine, 8 aout 2018.